# 공기 불요 추진
공기 불요 추진(空氣不要推進, Air-independent propulsion, AIP) 또는 비대기 의존 추진(非大氣依存推進)은 주로 재래식 잠수함에서 스노켈없이 지속적인 항해를 위해 개발된 시스템이다.
연료전지, 스털링, 폐쇄회로 디젤 등의 방식이 있다.